# Mukul Sangma

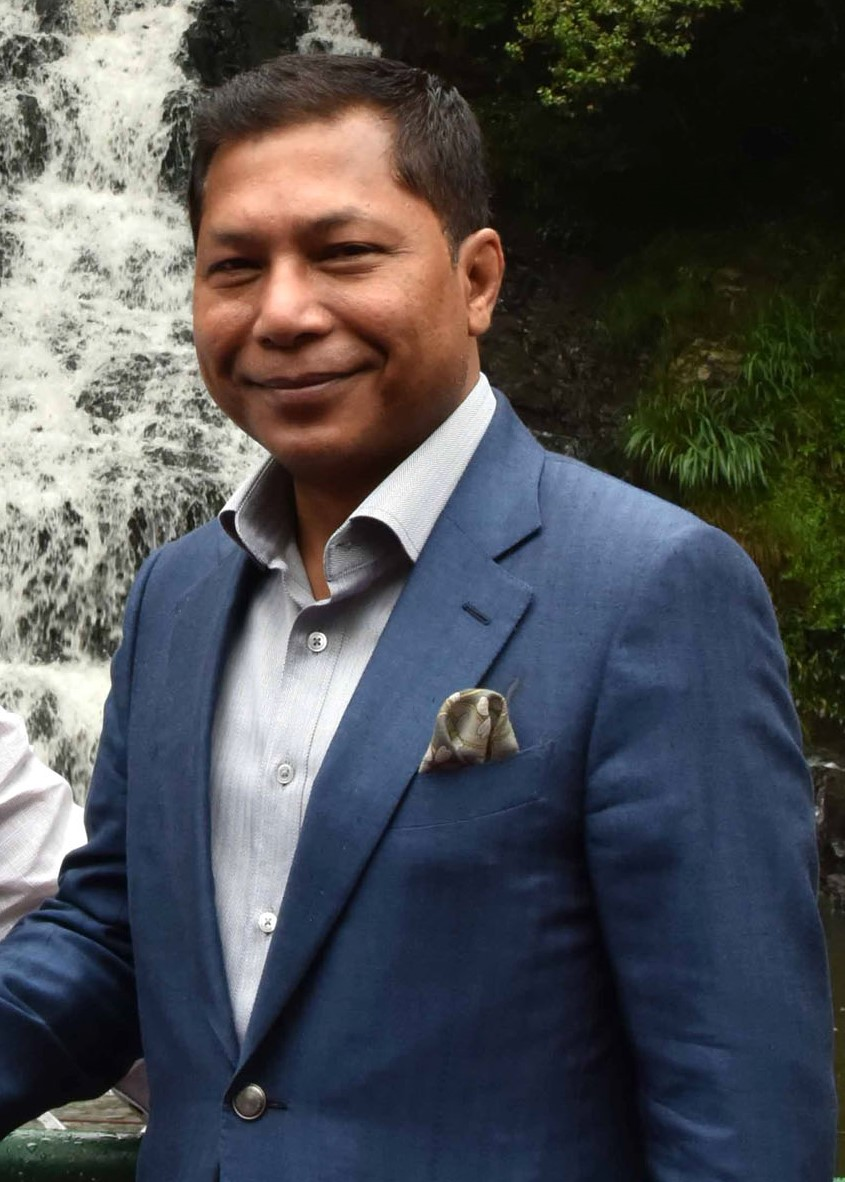
Mukul Sangma, 2014

Mukul M. Sangma (* 20. April 1965 in Chengkompara, Distrikt South West Garo Hills, damals Assam, heute Meghalaya, Indien) ist ein indischer Politiker. Seit dem 20. April 2010 ist er Chief Minister des indischen Bundesstaats Meghalaya.

## Biografie
Sangma wurde in einem kleinen Dorf nahe dem Ort „Ampati“ an der damaligen Westgrenze des indischen Bundesstaates Assam geboren. Ab 1972 gehörte der Distrikt zum neu gebildeten Bundesstaat Meghalaya. Seine Eltern waren Binoy Bhushan M. Marak und Roshanara M. Sangma. Er gehört dem Bergvolk der Garo an. Nach dem Besuch der Government High School in Ampati und des St. Anthony’s College in Shillong 1982–1984 studierte er 1984–1990 Medizin und erwarb den Grad eines Bachelor of Medicine, Bachelor of Surgery (BMBS) am Regional Institute of Medical Sciences in Imphal.
Von Januar 1990 bis Mai 1991 arbeitete er als Arzt in einer Privatklinik in Tura. Im Mai 1991 wechselte er in den Staatsdienst und arbeitete als medizinischer und Gesundheitsberater in der Krankenstation des Ortes Zikzak (West Garo Hills). Im Januar 1993 gab Sangma den Arztberuf auf und kandidierte als unabhängiger Kandidat bei den Wahlen zum Parlament von Meghalaya. Er wurde im Februar 1993 im Wahlkreis 58-Ampatigiri gewählt. Kurze Zeit später schloss er sich der Kongresspartei an. Bei den folgenden Wahlen zum Parlament des Bundesstaats 1998, 2003, 2008 und 2013 konnte er den Wahlkreis behaupten. Bei der gesamtindischen Parlamentswahl 2004 kandidierte er im Lok-Sabha-Wahlkreis 2-Tura, unterlag jedoch seinem Gegenkandidaten Purno Agitok Sangma (AITC). Auch 2006 war er bei der Nachwahl in diesem Wahlkreis nicht erfolgreich. Ab 1993 war er in verschiedenen Funktionen in der Regierung von Meghalaya tätig. Vom 11. April 2005 bis 6. Oktober 2005 sowie vom 11. März 2007 bis März 2008 und von Mai 2009 bis April 2010 war er stellvertretender Chief Minister von Meghalaya.
Im März 2010 geriet die Kongresspartei-Regierung von Meghalaya unter Chief Minister D. D. Lapang in eine Krise. Eine Gruppe von Kongresspartei-Abgeordneten forderte den Chief Minister zu einer Kabinettsumbildung auf. Als dieser der Forderung nicht nachkam, betrieben die Dissidenten schließlich seine Absetzung. Am 18. April 2010 trat Lapang zurück und zwei Tage später, am 20. April 2010 (seinem 45. Geburtstag) wurde Mukul Sangma zum neuen Chief Minister gewählt. Bei der Parlamentswahl 2013 in Meghalaya gewann die Kongresspartei unter seiner Führung 29 von 60 Wahlkreisen und Sangma wurde am 5. März 2013 erneut als Chief Minister vereidigt.
2016 geriet auch Mukul Sangma in die innerparteiliche Kritik. Ihm wurde ein ineffizienter bzw. zu autoritärer Regierungsstil vorgeworfen, und es kamen Gerüchte auf, dass er zur Bharatiya Janata Party (BJP) wechseln, bzw. dass die BJP unzufriedene Kongress-Abgeordnete abwerben wolle oder dass die Führung der Kongresspartei Sangmas Ersetzung plane. Sangma reagierte unter anderem mit der Erklärung, dass er nicht zum Selbstzweck Chief Minister sei, sondern seinen Posten räumen werde, wenn die Kongresspartei einen besseren Kandidaten finde.
Politisch hat Sangma die Jugendarbeit in den Feldern Sport und Kultur zu einem seiner Schwerpunkte seiner Regierung erklärt.

## Privates
Sangma gehört – wie die Mehrheit der Bewohner Meghalayas – der christlichen Religionsgemeinschaft an. Er soll neben seiner Muttersprache Garo noch weitere fünf Sprachen sprechen, darunter fließend Meitei (Manipuri). Er ist verheiratet und gilt als ausgesprochener Fußballfan. Er besuchte unter anderem die Fußball-Weltmeisterschaft 2014 in Brasilien.